# Abdus Salam
Abdus Salam (Santokdas, 29 de janeiro de 1926 — Oxford, 21 de novembro de 1996) foi um físico paquistanês.
Recebeu o Nobel de Física de 1979, por contribuições à  teoria unificada das interações fracas e eletromagnéticas entre partículas elementares, inclusive a predição das correntes neutras fracas.